# Descompressão descontrolada
Descompressão descontrolada é uma queda indesejada na pressão de um sistema selado, como uma cabine de aeronave pressurizada ou câmara hiperbárica, que normalmente resulta de erro humano, falha estrutural ou impacto, fazendo com que do recipiente pressurizado ventile em seu entorno ou não consiga pressurizar.
Essa descompressão pode ser classificada como explosiva, rápida ou lenta:
- A descompressão explosiva (DE) é violenta e muito rápida para que o ar escape com segurança dos pulmões e outras cavidades cheias de ar no corpo, como os seios da face e as trompas de Eustáquio, normalmente resultando em barotrauma grave a fatal.
- A descompressão rápida pode ser lenta o suficiente para permitir que as cavidades se ventilem, mas ainda pode causar barotrauma ou desconforto grave.
- A descompressão lenta ou gradual ocorre tão lentamente que pode não ser detectada antes que a hipóxia se instale.

## Descrição

Nesta câmara de teste, a pressão do ar cai repentinamente para a da atmosfera a 60 000 pés (18 000 m). A umidade do ar imediatamente se condensa em névoa, que em segundos evapora de volta em gás

O termo descompressão descontrolada aqui se refere à despressurização não planejada de embarcações que são ocupadas por pessoas; por exemplo, uma cabine de aeronave pressurizada em alta altitude, uma espaçonave ou uma câmara hiperbárica. Para a falha catastrófica de outros recipientes sob pressão usados para conter gás, líquidos ou reagentes sob pressão, o termo explosão é mais comumente usado, ou outros termos especializados, como BLEVE, podem ser aplicados a situações específicas.
A descompressão pode ocorrer devido a falha estrutural do recipiente pressurizado, ou falha do próprio sistema de compressão.  A velocidade e a violência da descompressão são afetadas pelo tamanho do recipiente pressurizado, pela pressão diferencial entre o interior e o exterior do recipiente e pelo tamanho do orifício de vazamento.
A Administração Federal de Aviação dos EUA reconhece três tipos distintos de eventos de descompressão em aeronaves: descompressão explosiva, rápida e gradual.

### Descompressão explosiva
A descompressão explosiva ocorre tipicamente em menos de 0,1 a 0,5 segundos, uma mudança na pressão da cabine mais rápido do que os pulmões podem descomprimir. Normalmente, o tempo necessário para liberar ar dos pulmões sem restrições, como máscaras, é de 0,2 segundos. O risco de trauma pulmonar é muito alto, assim como o perigo de quaisquer objetos não seguros que podem se tornar projéteis por causa da força explosiva, que pode ser comparada a uma detonação de bomba.
Imediatamente após uma descompressão explosiva, uma névoa pesada pode encher a cabine da aeronave à medida que o ar esfria, elevando a umidade relativa e causando condensação repentina. Pilotos militares com máscaras de oxigênio devem respirar com pressão, pelo que os pulmões se enchem de ar quando relaxados, e esforço tem que ser exercido para expelir o ar novamente.

### Descompressão rápida
A descompressão rápida normalmente leva mais de 0,1 a 0,5 segundos, permitindo que os pulmões se descomprimam mais rapidamente do que a cabine.  O risco de dano pulmonar ainda está presente, mas significativamente reduzido em comparação com a descompressão explosiva.

### Descompressão gradual
A descompressão lenta, ou gradual, ocorre lentamente o suficiente para passar despercebida e só pode ser detectada por instrumentos. Este tipo de descompressão também pode resultar de uma falha na pressurização da cabine à medida que uma aeronave sobe à altitude. Um exemplo disso é o acidente do voo 522 da Helios Airways em 2005, no qual o serviço de manutenção deixou o sistema de pressurização em modo manual e os pilotos não verificaram o sistema de pressurização. Como resultado, eles sofreram uma perda de consciência (assim como a maioria dos passageiros e tripulantes) devido à hipóxia (falta de oxigênio). O avião continuou a voar devido ao sistema de piloto automático e acabou caindo devido à exaustão de combustível após deixar sua rota de voo.

## Acidentes com descompressão explosiva em aeronaves
- Voo BOAC 781
- Voo South African Airways 201 (suspeita-se)
- Voo American Airlines 96
- Voo Turkish Airlines 981
- Voo Japan Airlines 123
- Voo Aloha Airlines 243
- Voo United Airlines 811
- Voo British Airways 5390
- Voo China Airlines 611
- Voo Aerolinee Itavia 870
- Voo LOT Polish Airlines 5055
- Incidente em 18 de setembro de 2001 com um Fokker 100 da TAM Linhas Aéreas

## Normas internacionais
O Depressurization Exposure Integral (DEI) é um modelo quantitativo que é usado pela FAA para impor a conformidade com as diretivas de projeto relacionadas à descompressão. O modelo baseia-se no fato de que a pressão a que o sujeito é exposto e a duração dessa exposição são as duas variáveis mais importantes em jogo em um evento de descompressão. Outras normas nacionais e internacionais para testes de descompressão explosiva incluem:
- MIL-STD-810, 202
- RTCA/DO-160
- NORSOK M710
- API 17K e 17J
- NACE TM0192 e TM0297
- TOTALELFFINA SP TCS 142 Apêndice H